# Ctenus tuniensis
Ctenus tuniensis là một loài nhện trong họ Ctenidae.
Loài này thuộc chi Ctenus. Ctenus tuniensis được miêu tả năm 1988 bởi Patel & C. Adinarayana Reddy.